# Rwanda nziza
Rwanda nziza (trad. dalla lingua kinyarwanda "Bella Ruanda") è l'inno nazionale del Ruanda. Il brano è stato adottato come inno nel 2002, in sostituzione del precedente Rwanda rwacu.

## Testo
Kinyarwanda 
Rwanda nziza Gihugu cyacu
Wuje imisozi, ibiyaga n'ibirunga
Ngobyi iduhetse gahorane ishya.
Reka tukurate tukuvuge ibigwi
Wowe utubumbiye hamwe twese
Abanyarwanda uko watubyaye
Berwa, sugira, singizwa iteka.
Horana Imana, murage mwiza
Ibyo tugukesha ntibishyikirwa;
Umuco dusangiye uraturanga
Ururimi rwacu rukaduhuza
Ubwenge, umutima, amaboko yacu
Nibigukungahaze bikwiye
Nuko utere imbere ubutitsa.
Abakurambere b'intwari
Bitanze batizigama
Baraguhanga uvamo ubukombe
Utsinda ubukoroni na mpatsibihugu
Byayogoje Afurika yose
None uraganje mu bwigenge
Tubukomeyeho uko turi twese.
Komeza imihigo Rwanda dukunda
Duhagurukiye kukwitangira
Ngo amahoro asabe mu bagutuye
Wishyire wizane muri byose
Urangwe n'ishyaka, utere imbere
Uhamye umubano n'amahanga yose
Maze ijabo ryawe riguhe ijambo.

## Traduzione
Ruanda, il nostro paese bello e caro
Ornato di colline, laghi e vulcani
Patria, sarai sempre riempita di felicità
Siamo tutti i tuoi figli: Abanyarwanda
Cantiamo la tua luce e proclamiamo le tue gesta
Si, seno materno di tutti noi
Sarai da ammirare per sempre, prosperosa e coperta di lodi.
Patrimonio inestimabile, che Dio ti protegga
Ci riempi di beni inestimabili
La nostra cultura comune ci identifica
Il nostro linguaggio unico ci unisce
Che la nostra intelligenza, la nostra coscienza e le nostre forze
Ti riempiano di ricchezze diverse
Per un incessante e rinnovato sviluppo.
I nostri antenati valorosi
Diedero corpo e anima
Così come hanno ti hanno reso una nazione
Tu hai superato il giogo coloniale imperialista
Che ha devastato del tutto l'Africa
E hai la gioia della tua indipendenza sovrana
Acquisita che costantemente difenderemo.
Conserva questo mantello, amato Rwanda,
In piedi, ci impegniamo per voi
In modo che la pace regni nella nazione
Che sia libera da tutti gli ostacoli
Che la tua determinazione dia il progresso
Che abbia ottimi rapporti con tutti i paesi
E che alla fine il tuo orgoglio meriti la stima.